# Inferència bayesiana
La inferència bayesiana és una inferència estadística en la qual les proves o observacions es fan servir per actualitzar o novament per inferir la probabilitat que una hipòtesi pugui ser certa. El terme «bayesiana» prové del freqüent ús que es fa del teorema de Bayes dins el procés d'inferència.
Fonamentalment, la inferència bayesiana utilitza coneixements previs, en forma de distribució prèvia per estimar probabilitats posteriors. La inferència bayesiana és una tècnica important en estadística, i especialment en estadística matemàtica. L'actualització bayesiana és especialment important en l'anàlisi dinàmica d'una seqüència de dades. La inferència bayesiana ha trobat aplicació en una àmplia gamma d'activitats, com ara la ciència, l'enginyeria, la filosofia, la medicina, l'esport i el dret. En la filosofia de la teoria de la decisió, la inferència bayesiana està estretament relacionada amb la probabilitat subjectiva, sovint anomenada "probabilitat bayesiana".